# ثنائي كلورو ثلاثي(ثلاثي فينيل فوسفين) الروثينيوم الثنائي
ثنائي كلورو ثلاثي(ثلاثي فينيل فوسفين) الروثينيوم الثنائي هو معقد تساندي للروثينيوم، يرمز له بالصيغة المختصرة RuCl2(PPh3)3 حيث ترمز PPh3 إلى ثلاثي فينيل الفسفين. يعد هذا المعقد بني اللون طليعة لمعقدات أخرى تستخدم في التحفيز المتجانس.

## الخصائص
- إن الكرة التساندية للمعقد RuCl2(PPh3)3 يمكن أن تمثل إما أنها خماسية التساند أو أنها ثمانية السطوح. إحدى المواقع التساندية يكون مشغولاً بذرة هيدروجين من مجموعة فينيل.[1] إن التآثر الضام للرابطة Ru---H طويل نسبياً (2.59 Å) وضعيف. كما يمكن تبيان التناظر غير المكتمل للمعقد من خلال اختلاف أطوال الروابط Ru-P وهي 2.374 و 2.412 و 2.230 أنغستروم.[2] أما طول رابطتي Ru-Cl فكلتيهما تبلغان 2.387 أنغستروم.
- إن ربيطات ثلاثي فينيل الفوسفين هي ربيطات ذات حركية عالية وتستبدل بسهولة بربيطات أخرى. يتفاعل المعقد RuCl2(PPh3)3 مع أحادي أكسيد الكربون حيث يعطي المتماكب مفروق في الحالات الثلاثة من ثنائي كلورو(ثنائي كربونيل)مضاعف (ثلاثي فينيل فوسفين) الروثينيوم الثنائي:

RuCl2(PPh3)3 + 2 CO → trans,trans,trans-RuCl2(CO)2(PPh3)2 + PPh3
يتحول الناتج إلى الشكل المقرون أثناء إعادة التبلور. وفي تفاعل آخر يتحول المعقد RuCl2(PPh3)3 إلى الشكل المفروق من RuCl2(dppe)2 عند التفاعل مع 2,1-مضاعف(ثنائي فينيل فوسفينو) الإيثان الذي يرمز له بـ dppe.
RuCl2(PPh3)3 + 2 dppe → RuCl2(dppe)2 + 3 PPh3

## التحضير
يحضر المعقد ثنائي كلورو ثلاثي(ثلاثي فينيل فوسفين) الروثينيوم الثنائي من تفاعل ثلاثي كلوريد الروثينيوم ثلاثي الهيدرات مع ثلاثي فينيل الفوسفين في وسط من الميثانول.
2 RuCl3(H2O)3 + 7 PPh3 → 2 RuCl2(PPh3)3 + 2 HCl + 5 H2O + 1 OPPh3
في حال وجود زيادة من ثلاثي فينيل الفوسفين في الوسط فإن الناتج يكون RuCl2(PPh3)4 أسود اللون.

## الاستخدامات
يستخدم معقد ثنائي كلورو ثلاثي(ثلاثي فينيل فوسفين) الروثينيوم الثنائي بشكل أساسي كحفاز في الاصطناع العضوي. فهو يسهل من تفاعلات الأكسدة والاختزال والاردواج المتبادل وتفاعلات تشكيل الحلقة (التحلّق) والتماكب. وهو يستعمل في تفاعل إضافة كاراش Kharasch addition للكلوروكربون إلى الألكينات.
كما يستعمل المعقد كحفاز أولي لهدرجة الألكينات ومركبات النترو والكيتونات والأحماض الكربوكسيلية والإيمينات. من جهة أخرى، فهو يحفز أكسدة الألكانات إلى كحولات ثالثية، والأميدات إلى ثالثي بوتيل ثنائي أوكسي الأميدات، والأمينات الثالثية إلى α-(ثالثي بوتيل ثنائي أوكسي الأميدات) وذلك باستعمال هيدرو فوق أكسيد ثالصي البوتيل كمؤكسد.
يستعمل المعقد RuCl2(PPh3)3 كحفاز للألكلة النيتروجينية للأمينات باستعمال الكحولات:
كما يحفز تشكيل الرابطة كربون-كربون من الاودواج المتبادل للكحولات من خلال تنشيط الكربون sp3 بوجود حمض لويس.
من التفاعلات المحفزة بواسطة معقد ثنائي كلورو ثلاثي(ثلاثي فينيل فوسفين) الروثينيوم الثنائي هو تفاعل تفكك حمض الفورميك إلى غازي ثنائي أكسيد الكربون والهيدروجين بوجود مركب أميني.